# Rudolfersee
Der Rudolfersee (auch Rudolferseeli) ist ein Toteis- und Kleinsee in der Gemeinde Thayngen im Kanton Schaffhausen, Schweiz. Er bildet mit dem benachbarten Morgetshofsee ein besonderes Naturreservat.

## Lage
Der See liegt im «Chirchenfeld» und «Wässerig» auf einer Höhe von 461 Metern im Dreieck Thayngen, Büsingen und Gailingen am Hochrhein. Dörflingen ist 2,3, Thayngen 2,8 und Büsingen 3,1 Kilometer entfernt. Der Morgetshofsee liegt 500 Meter nördlich. Aaltewäier, Dörflinger Seeli, Herblinger Weiher und Egelsee sind 1200 bis 2000 Meter entfernt.

## Geschichte
Der Rudolfersee ist ein Toteisloch. Es entstand nach der Würmeiszeit vor etwa 18'000 Jahren. Nach dem Abschmelzen des Rheingletschers übrig gebliebene Eisreste bildeten ein Becken, in dem das Wasser stehen blieb. Ohne oberirdischen Abfluss ändert sich der Wasserstand je nach Niederschlag und Verdunstung. Die wechselnden Wasserstandshöhen sind bedeutend für den Artenreichtum.
Der See musste in früheren Jahren schon einmal durch massive Rodungen vor dem Verlanden bewahrt werden. Zum Schutz des Biotops wird der See regelmässig naturiert.

## Pflanzenwelt

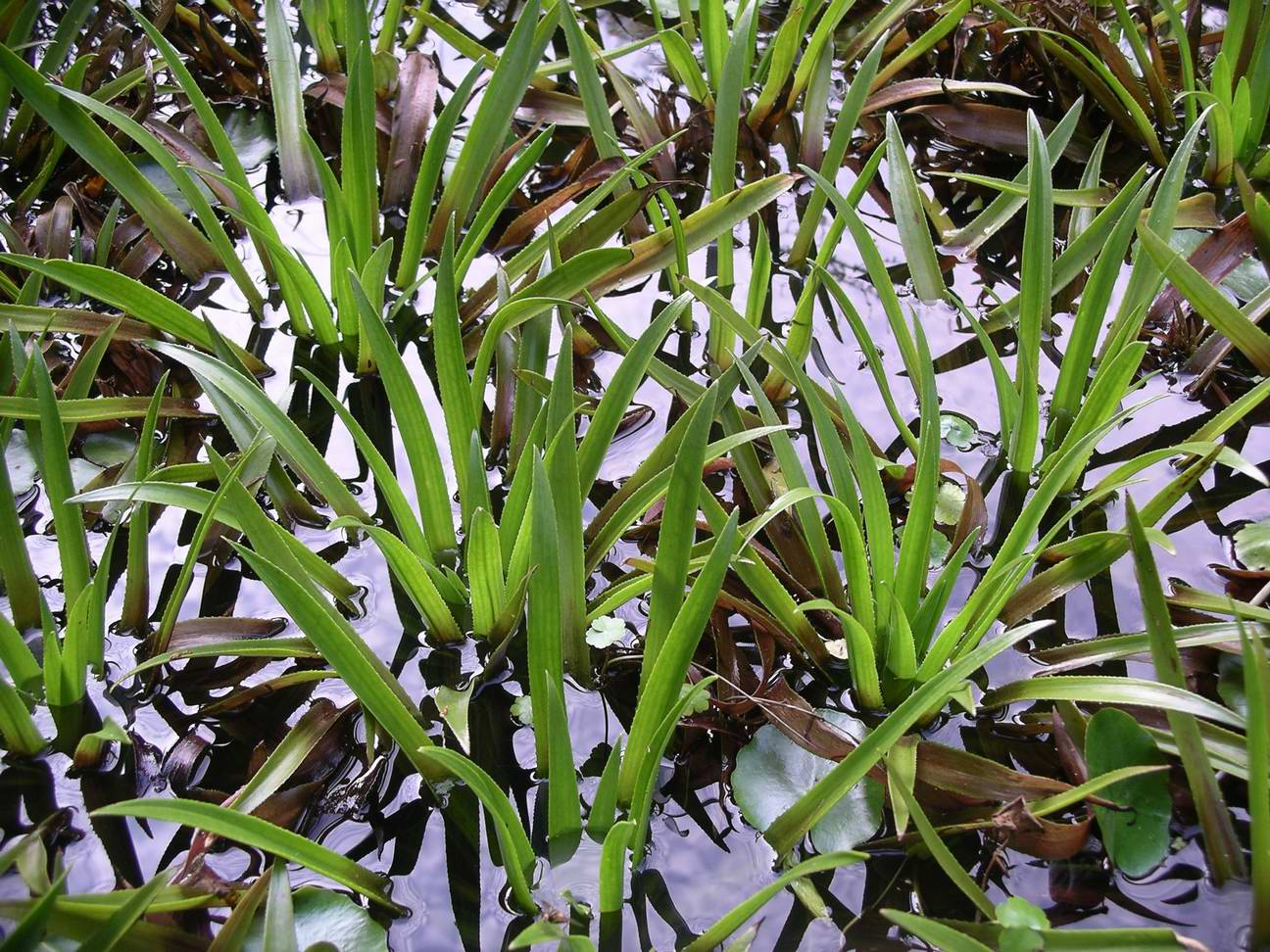
Krebsschere (Stratiotes aloides)

Zu den Arten gehören Aschweide, Wasserknöterich, grosser Sumpf-Hahnenfuss, brennender Hahnenfuss, kleinblütiges Fingerkraut, Färberginster, geflügelter Geissklee, viersamige Wicke und scharfes Johanniskraut. Eine Bedrohung für den Artenreichtum stellt die Krebsschere (Stratiotes aloides) dar, die vermutlich über Garten- und andere Teiche verbreitet wurde. Sie steht in verschiedenen Regionen auf der Roten Liste gefährdeter Arten, verdrängt aber andere Arten durch ihren dichten Wuchs.

## Zugang
Der See ist von der Thayngerstrasse zwischen Dörflingen und Thayngen zu erreichen.

## Belege
1. 1 2  schweizersee.ch: Rudolfersee. (abgerufen am 22. Dezember 2021)
2. 1 2  thayngen.ch: Naturschutz in Thayngen. (Stand 13. März 2019; abgerufen am 22. Dezember 2021)
3. 1 2  wochenblatt.net: thayngen-bekaempft-krebsschere-massiv. (vom 15. Februar 2017; abgerufen am 22. Dezember 2021)